# 女學學誌
《女學學誌》，全名《女學學誌：婦女與性別研究》（英語：Journal of Women's and Gender Studies），是國立臺灣大學人口與性別研究中心婦女研究室所發行的中文學術刊物，為臺灣以出版婦女研究、性別研究為主題的學術刊物之一。該刊原名《婦女與兩性學刊》，於1990年1月創刊，起初為年刊，後至第12期開始，改為半年刊。至第13期開始，其更名為《女學學誌》。
《女學學誌》收錄全世界各地學者，針對婦女、性別等主題的學術論文、研究討論，以及書評，其在婦女研究和性別研究的領域中，存有一定影響力。

## 外部連結
- 女學學誌 （页面存档备份，存于）（繁體中文）